# Gozu Tennō
Gozu Tennō (牛頭天王?, lett. "Re Celeste dalla testa di bue") è una divinità del sincretismo shintoista-buddista giapponese. Era considerato la divinità protettrice di Jetavana, dal nome del luogo di nascita del Buddha. Nella leggenda di Somin Shōrai viene identificato con Mutō Tenjin ed è considerato la manifestazione (honji suijaku) di Yakushirurikō Nyorai (薬師瑠璃光如来?, Buddha della Medicina) nonché la forma originale di Susanoo.

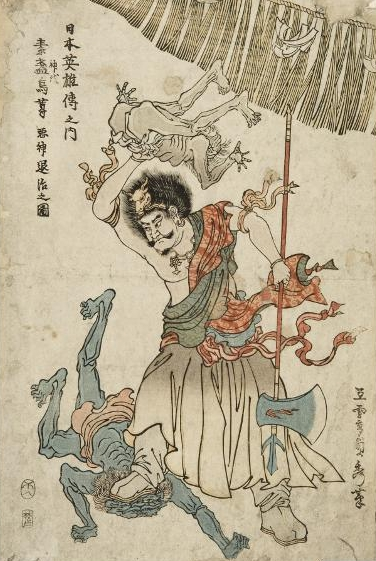
Susanoo nel ruolo di Gozu Tennō che soggioga i demoni (Utagawa Sadahide).

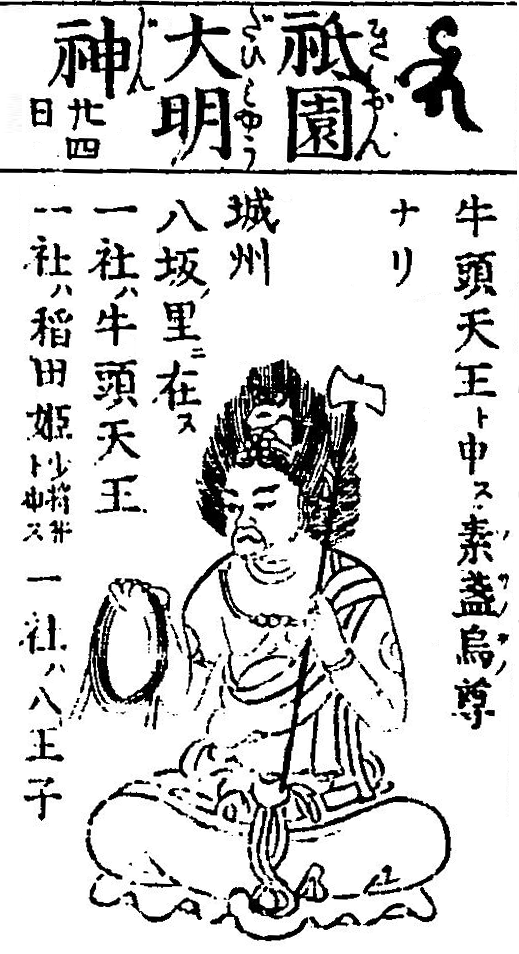
Gion Daimyōjin o Gozu-Tennō (da Butsuzōzui, 1783).

Durante il periodo Meiji, quando il governo impose la separazione tra Shinto e Buddhismo, i santuari shintoisti dedicati a Gozu Tennō della tradizione di culto Gion come il santuario di Yasaka nel quartiere di Gion a Kyoto o il santuario Tsushima a Tsushima, nella prefettura di Aichi, o il santuario Hiromine nella prefettura di Hyōgo, identificarono ufficialmente la loro divinità consacrata come Susanoo.

## Mito
Gozu Tennō è la divinità custodita nel santuario Gion (ora santuario di Yasaka) a Kyoto.
Secondo il "Gion gozu ten'ō o engi" (祇園牛頭天王御縁起?, lett. "L'origine di Gion Gozu Tennō"), il Buddha originale è Yakushi Nyorai, il leader della Terra Pura Orientale, che fece 12 grandi voti e apparve incarnato come unico figlio del re Mutō Tennō nell'Hōjō kuni (豊饒国?, Paese fertile) (forse riferito al Giappone) sulle pendici del Monte Sumeru.
All'età di sette anni, il principe era alto due metri e mezzo, aveva una testa di mucca lunga tre piedi e corna rosse lunghe tre piedi. Il principe ereditò il trono e prese il nome di Gozu Tennō, ma quando cercò di trovare una regina, nessuna donna si avvicinò a lui a causa del suo aspetto spaventoso, per questo iniziò a trascorrere le sue giornate bevendo alcolici.
I nobili (kugyō), cercando di placare il re, lo portarono a caccia sulle montagne, quando apparve loro una colomba. La colomba sapeva parlare il linguaggio umano e disse che lo avrebbe condotto dalla figlia del re Sāgara (uno degli Otto Grandi Re Draghi) che viveva nell'oceano. Gozu Tennō partì quindi per sposare la figlia del re.
Durante il suo viaggio, chiese alloggio a un uomo ricco, Kotan Shōrai, ma l'avaro Kotan rifiutò. Il fratello, Somin Shōrai, sebbene povero, invece lo accolse, offrendogli alloggio e un pasto a base di miglio. Gozu Tennō, toccato dalla gentilezza di Somin, gli donò un mezzo magico che poteva esaudire qualsiasi desiderio e Somin divenne successivamente un uomo ricco.
Gozu Tennō si recò al Palazzo del Drago e sposò la terza figlia del re, Harisaijo. Durante i suoi otto anni lì, diede alla luce sette figli maschi e una femmina, conosciuti come 'Hachiōji' (八王子?, lett. "Otto Principi"). Durante il suo viaggio di ritorno alla Terra della Fertilità, Gozu Tennō inviò 84.000 seguaci per vendicarsi di Kotan. Kotan radunò 1.000 monaci e ordinò loro di recitare il "Sutra del cuore della perfezione della saggezza" per sette giorni e sette notti. Tuttavia, la recitazione fallì quando uno dei monaci si addormentò e tutti i 5.000 seguaci di Kotan furono uccisi. Durante questo massacro, Gozu Tennō risparmiò solo la moglie di Kotan, che era la figlia di Somin Shōrai. Poi le insegnò un metodo per scongiurare la sfortuna: "Se crei un cerchio di paglia, ci appendi una nappa di seta rossa e ci attacchi un talismano (omamori) con la scritta 'Sono un discendente di Somin Shōrai', sarai in grado di evitare la sfortuna per le generazioni a venire".

## Panoramica
Le origini e lo sviluppo iniziale del culto di Gozu Tennō prima che raggiungesse il Giappone, così come il processo della sua fusione con altre divinità, non sono chiari e sono oggetto di dibattito. Una teoria, ad esempio, sostiene che Gozu Tennō fosse originariamente una divinità buddista minore considerata la protettrice del monastero (vihāra) di Jetavana, con il suo nome sanscrito ricostruito come 'Gavagrīva' ("Con il collo di bue") o 'Gośirsa Devarāja' ("Re divino dalla testa di bue", un calco di 'Gozu Tennō'). Dall'India, il culto della divinità sarebbe stato trasmesso in Giappone attraverso il Tibet e la Cina, dove sarebbe stato influenzato dal buddismo esoterico e dal taoismo. Un'altra teoria propone un'origine coreana per la divinità.
Gozu Tennō è stato storicamente identificato con diverse divinità, tra cui Susanoo, il dio della tempesta della mitologia giapponese, e Mutō-no-Kami (武塔神?), una divinità che appare nella leggenda di Somin Shōrai.
La prima versione esistente di questa leggenda, risalente al periodo Nara (sopravvissuta in un estratto citato in un'opera medievale), vede Mutō rivelarsi essere Susanoo, il che suggerisce che le due divinità fossero già state confuse durante l'VIII secolo, se non prima. Le fonti che equiparano Gozu Tennō a Susanoo compaiono per la prima volta durante il periodo Kamakura (1185–1333), sebbene una teoria supponga che questi tre dei e varie altre divinità legate alle malattie fossero già vagamente uniti intorno al IX secolo, probabilmente intorno all'anno 877, quando una grave epidemia si diffuse in Giappone. Nelle versioni successive della leggenda di Somin Shōrai, la divinità nella storia venne identificata come Gozu Tennō, che a questo punto era diventato più o meno sinonimo sia di Susanoo che di Mutō (sebbene una fonte applichi invece il nome 'Mutō' al padre di Gozu Tennō).
L'idea che Gozu Tennō avesse radici coreane deriva in parte dalla sua associazione con queste due divinità. Si ritiene, ad esempio, che il nome di Mutō derivi dalla parola coreana mudang, " sciamana ", mentre una storia riportata nel Nihon shoki (720 d.C.) afferma che Susanoo, dopo il suo esilio dal cielo, scese in un luogo chiamato "Soshimori" nella terra di Silla e da lì attraversò il mare fino al Giappone. In effetti, l'epiteto gozu ("testa di bue") è stato spiegato come derivato da "Soshimori", qui interpretato come un toponimo coreano che significa "Testa (mari) di toro (so)".

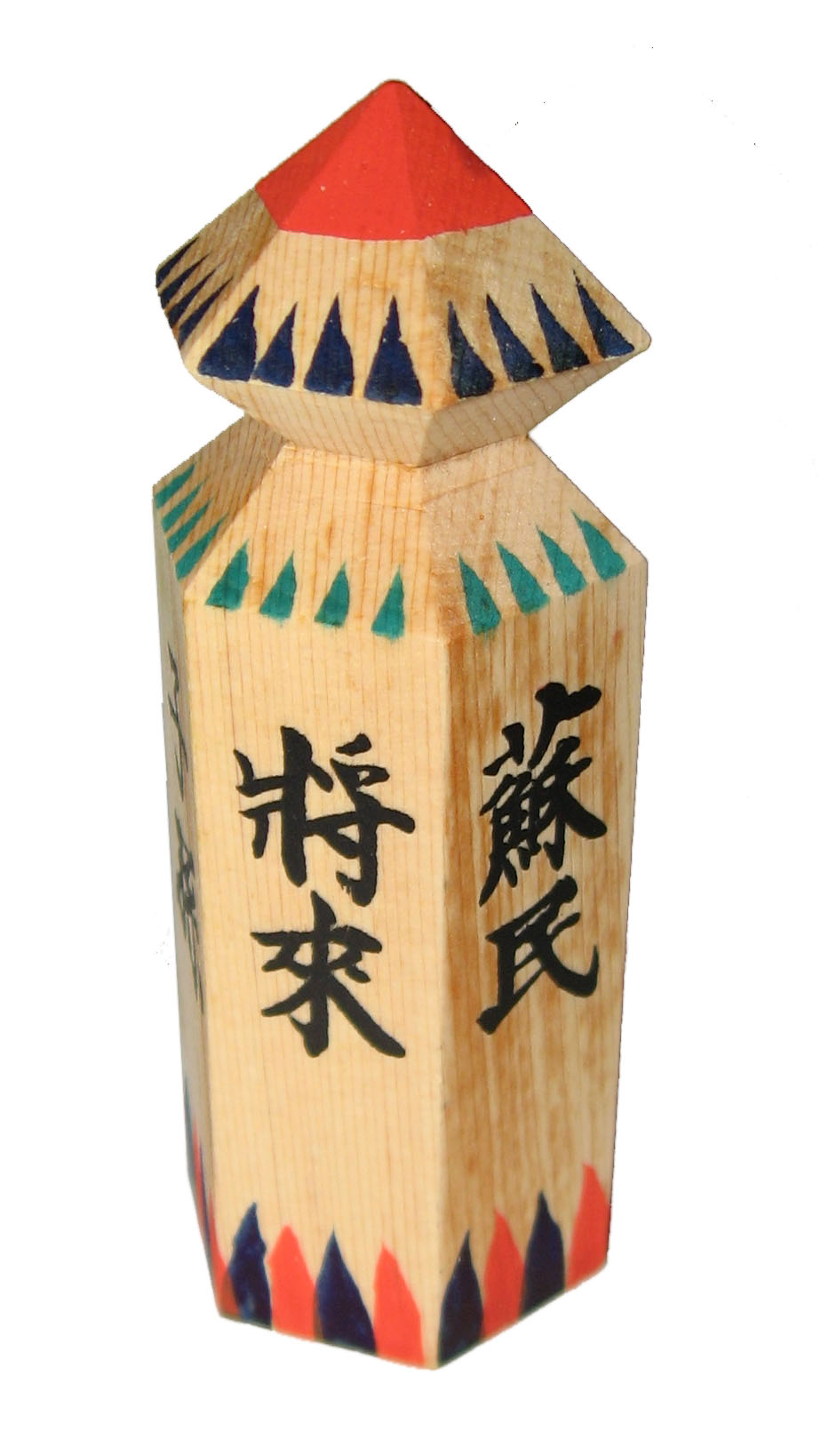
Talismano Somin Shōrai al Santuario di Gion (quartiere di Hyogo, città di Kōbe).

Dal IX secolo, il Gion Goryō-e (祇園御霊会?) veniva celebrato a Kyoto durante il settimo mese. Inizialmente, questa festa aveva lo scopo di placare le anime di coloro che erano morti prematuramente e quindi potenzialmente vendicativi. Verso la fine del periodo Heian, le persone iniziarono a sfilare per la città con cappelli hanagasa e carri allegorici per placare e scacciare il dio della peste dando origine al Gion Matsuri a Kyoto. Attorno al culto emersero amuleti come il "Sigillo del tesoro del re del manzo" (牛王宝印?, Goōhōin) e il "Talismano Somin Shōrai" (蘇民将来護符?, Somin Shōrai gofu).
Poiché Gozu Tennō fu amalgamato con Susanoo, Harisaijo fu a sua volta identificato con la moglie di Susanoo, Kushinadahime. Harisaijo era anche associata alla dea Onmyōdō Toshitokujin (歳徳神), la divinità che presiede il nuovo anno.

## Iconografia
Gozu Tennō era solitamente raffigurato come un uomo dall'aspetto feroce con la testa di un bue sopra la testa. A volte viene raffigurato mentre brandisce un'ascia in una mano e un cappio o un lazo nell'altra, sebbene altre raffigurazioni possano invece mostrarlo mentre brandisce una spada o un'alabarda. Può essere vestito con abiti in stile indiano, un'armatura, o ,raramente, con abiti giapponesi (periodo Heian).
Alcune opere d'arte raffigurano la divinità con più braccia e teste: una statua del tardo periodo Heian a Sakai, nella prefettura di Osaka, ad esempio, lo mostra con tre volti e quattro braccia. Un'altra statua a Tsushima, nella prefettura di Aichi, lo raffigura con dodici braccia, quattro teste (due feroci teste umane ciascuna con un singolo corno, una testa di cavallo e una testa di bue) e artigli di uccello al posto dei piedi. Un disegno a inchiostro su un pannello di legno (risalente al 1490) che ritrae il dio con cinque teste è conservato in un tempio a Konan, nella prefettura di Shiga.
Diverse raffigurazioni moderne di Susanoo identificano la divinità come Gozu Tennō e possono persino mostrare tratti iconografici di quest'ultimo (ad esempio la testa di bue).